# Andrew Gilbert-Scott
Andrew Gilbert-Scott (ur. 11 lutego 1958 roku w Cookham Dean) – brytyjski kierowca wyścigowy.

## Kariera
Gilbert-Scott rozpoczął karierę w wyścigach samochodowych w 1980 roku od startów w Formule Ford 1600 Star of Tomorrow. Z dorobkiem 51 punktów uplasował się na trzeciej pozycji w klasyfikacji generalnej. W tym samym roku nie ukończył wyścigu Festiwalu Formuły Ford. Trzy lata później wygrał Festiwal Formuły Ford oraz Formułę Ford 1600 BRSCC. W późniejszych latach pojawiał się także w stawce Grand Prix Makau, Europejskiej Formuły 3, Brytyjskiej Formuły 3, Formuły 3000, World Sports-Prototype Championship, Japońskiej Formuły 3, All Japan Sports Prototype Car Endurance Championship, Asia-Pacific Touring Car Championship, 24-godzinnego wyścigu Le Mans, British Touring Car Championship, Brytyjskiej Formuły 2000, Formuły 3 Fuji Cup, Japanese Touring Car Championship, Japońskiej Formuły 3000, Formuły Nippon oraz FIA GT Championship.
W Formule 3000 Brytyjczyk startował w latach 1986, 1989-1991. W pierwszym sezonie startów w żadnym z ośmiu wyścigów, w których wystartował, nie zdobył punktów. Trzy lata później wystartował w jednym wyścigu i w tym właśnie wyścigu stanął na trzecim stopniu podium. Uzbierane cztery punkty dały mu piętnaste miejsce w końcowej klasyfikacji kierowców. W kolejnych dwóch sezonach nie zdobywał już punktów.
W sezonie 2001 pełnił rolę kierowcy testowego ekipy Jordan w Formule 1.